# De Gröna (Finland)
De gröna, officiellt Gröna förbundet (finska: Vihreät respektive Vihreä liitto, förkortat Vihr.) är ett politiskt parti i Finland. Partiet bygger på grön ideologi.
Gröna förbundet grundades den 28 februari 1987. Till en början fungerade Gröna förbundet som en förening men redan följande år, 1988, registrerade man sig som parti. Gröna förbundets rötter finns i 1980-talets gröna rörelse. 
Partiet är mest populärt i de stora städerna och deras grannkommuner. Till exempel fick partiet 20,1% av rösterna i riksdagsvalet 2007 i Helsingfors, men i Lapplands län fick det bara 3,2% av rösterna.
Från första början prioriterade de finländska gröna jämlikhetsfrågor, den nordiska välfärdsstaten och miljöfrågor. Partiet har i grunden en EU-positiv hållning medan deras svenska systerparti Miljöpartiet de Gröna först 2008 gav upp sitt krav på svenskt EU-utträde.
Partiet har ingått i Finlands regering 1995–2002, 2007–2014 och 2019–2023. Det lämnade 2002 och 2014 regeringen under mandatperioden, båda gångerna i protest mot beslut om att bygga ut kärnkraften i Finland. Partiet är sedan regeringsskiftet 2023 i opposition till regeringen Orpo.

## Historik
Man kan säga att den gröna rörelse som föregick Gröna förbundet började med Koijärvirörelsen för bevarande av en fågelsjö i nuvarande Forssa, och i Helsingfors på 1970- och 1980-talen. Många av de tongivande vid grundadet av förbundet och många av dess nuvarande politiker, såsom Osmo Soininvaara, Pekka Sauri och Heidi Hautala har varit med i båda rörelserna. Rörelsen fungerade i början som ett nätverk och en gräsrotsrörelse, och den hade inte någon fast organisation. I den här formen lyckades rörelsen också få in två riksdagsledamöter i finska riksdagsvalet 1983: Kalle Könkkölä och Ville Komsi.
I mitten av 1980-talet växte rörelsens lust och behov att organisera sig. År 1987 grundades Gröna förbundet, men det var inte meningen att det skulle bli ett politiskt parti. En falang som betonade ekologiska frågor ville ha klarare struktur grundade ett parti, "Vihreät" ("De gröna"), senare Ekologiska partiet. De tongivande inom Gröna Förbundet ville inte gå med i partiet, vilket ledde till en splittring. Trots att många ekogröna återvände till Gröna förbundet, förorsakade konflikterna en förlust i 1988 års kommunalval.
Partiet tillfrisknade från sina inre konflikter och riksdagsvalet 1991 och kommunalvalen 1992 var stora framgångar. Mitt i den finska depressionen år 1994 skrev Osmo Soininvaara boken Hyvinvointivaltion eloonjäämisoppi ("Överlevnadslära för välfärdsstaten") som fick Pro Oeconomia-priset av Finlands Ekonomförbund (1995) och Pekka Sauri förde fram många frågor utöver miljöfrågorna.
1995 års riksdagsval var en liten förlust för partiet, med ett förlorat mandat. Trots motgångarna deltog partiet i Paavo Lipponens första regering och Pekka Haavisto blev en av de första gröna ministrarna i Europa. I riksdagsvalet 1999 fick partiet två platser till i riksdagen och De Gröna fortsatte i Lipponens andra regering med två ministrar, Osmo Soininvaara och Satu Hassi. Efter att Finlands riksdag godkände tillståndsansökan för det femte kärnkraftverket, beslutade partiet att gå ur regeringen. I riksdagsvalet 2003 fortsatte partiet att växa och fick 14 riksdagsledamöter, men stannade i opposition. I riksdagsvalet 2007 fick partiet 15 riksdagsledamöter och tog plats i Matti Vanhanens andra regering, som följdes av regeringen Kiviniemi. I riksdagsvalet 2011 fick partiet 10 riksdagsledamöter och fortsatte i regeringen Katainen. I den därpå följande regeringen Stubb ingick partiet fortsatt med två ministrar (Pekka Haavisto och Ville Niinistö), men efter cirka tre månader, i september 2014, avgick dessa på frågan om ett nytt kärnkraftverk i Finland. 
I båda riksdagsvalen 2015 och 2019 ökade partiet sitt understöd och erhöll 15 respektive 20 mandat. Efter riksdagsvalet 2019 bildades regeringen Rinne där partiet deltog med tre ministrar: Pekka Haavisto (utrikesminister), Maria Ohisalo (inrikesminister) och Krista Mikkonen (miljö- och klimatminister). Senare samma år ersattes regeringen Rinne av regeringen Marin med samma partisammansättning och samma representation från De Gröna. Regeringen Marin satt till riksdagsvalet 2023, där partiet backade till 7 procent av rösterna och 13 riksdagsmandat. Partiet hamnade i opposition. Som en följd av valresultatet avgick partiledaren Maria Ohisalo.

## Personer

### Partiordförande och partisekreterare
- Kalle Könkkölä (1987)
- Heidi Hautala (1987–1991), partisekreterare Pekka Sauri (1990–1991)
- Pekka Sauri (1991–1993), partisekreterare David Pemberton
- Pekka Haavisto (1993–1995), partisekreterare Katariina Poskiparta
- Tuija Brax (1995–1997), partisekreterare Sirpa Kuronen
- Satu Hassi (1997–2001), partisekreterare Ari Heikkinen
- Osmo Soininvaara (2001–2005), partisekreterare Ari Heikkinen
- Tarja Cronberg (2005–2009), partisekreterare Ari Heikkinen; Panu Laturi (2007–)
- Anni Sinnemäki (2009–2011), partisekreterare Panu Laturi
- Ville Niinistö (2011–2017), partisekreterare Panu Laturi; Lasse Miettinen (2013–)
- Touko Aalto (2017–2018), partisekreterare Lasse Miettinen
- Pekka Haavisto (2018–2019), partisekreterare Lasse Miettinen
- Maria Ohisalo (2019–2023), partisekreterare Veli Liikanen
- Sofia Virta (2023–), partisekreterare Veli Liikanen

### Nuvarande riksdagsledamöter
- Fatim Diarra
- Tiina Elo
- Bella Forsgrén
- Pekka Haavisto
- Atte Harjanne
- Hanna Holopainen
- Inka Hopsu
- Saara Hyrkkö
- Krista Mikkonen
- Maria Ohisalo
- Jenni Pitko
- Oras Tynkkynen
- Sofia Virta

### Ledamöter i europaparlamentet
- Heidi Hautala (1995–2003, 2009–2011, 2014–)
- Matti Wuori (1999–2004)
- Uma Aaltonen (2003–2004)
- Satu Hassi (2004–2014)
- Tarja Cronberg (2011–2014)
- Ville Niinistö (2019–)
- Alviina Alametsä (2020–)

### Tidigare riksdagsledamöter
- Outi Alanko-Kahiluoto
- Janina Andersson
- Ulla Anttila
- Tuija Brax
- Tarja Cronberg
- Satu Haapanen
- Satu Hassi
- Heidi Hautala
- Mari Holopainen
- Heli Järvinen
- Emma Kari
- Jyrki Kasvi
- Ville Komsi
- Noora Koponen
- Irina Krohn
- Kalle Könkkölä
- Hannele Luukkainen
- Rosa Meriläinen
- Rauha-Maria Mertjärvi
- Paavo Nikula
- Kirsi Ojansuu
- Eero Paloheimo
- Pirkka-Pekka Petelius
- Erkki Pulliainen
- Tuija Maaret Pykäläinen
- Pekka Räty
- Anni Sinnemäki
- Mirka Soinikoski
- Osmo Soininvaara
- Johanna Sumuvuori
- Iiris Suomela

## Understöd

### Riksdagsval
Gröna riksdagsmän inom parentes 1983 och 1987, då Gröna förbundet bildades först efter valet 1987.
| År   | Platser | Röster  | % av röster |
| ---- | ------- | ------- | ----------- |
| 1983 | (2)     | 43 754  | 1,47 %      |
| 1987 | (4)     | 115 988 | 4,03 %      |
| 1991 | 10      | 185 894 | 6,82 %      |
| 1995 | 9       | 181 198 | 6,52 %      |
| 1999 | 11      | 194 846 | 7,27 %      |
| 2003 | 14      | 223 564 | 8,01 %      |
| 2007 | 15      | 233 930 | 8,5 %       |
| 2011 | 10      | 213 172 | 7,3 %       |
| 2015 | 15      | 253 102 | 8,5 %       |
| 2019 | 20      | 353 654 | 11,5 %      |
| 2023 | 13      | 217 795 | 7,0 %       |

### Presidentval
| År   | Kandidat                            | Omgång 1                            | Omgång 1                            | Omgång 1                            | Omgång 2                            | Omgång 2                            | Omgång 2                            | Vald                                |
| År   | Kandidat                            | Röster                              | %                                   | #                                   | Röster                              | %                                   | #                                   | Vald                                |
| ---- | ----------------------------------- | ----------------------------------- | ----------------------------------- | ----------------------------------- | ----------------------------------- | ----------------------------------- | ----------------------------------- | ----------------------------------- |
| 1994 | Ställde inte upp med någon kandidat | Ställde inte upp med någon kandidat | Ställde inte upp med någon kandidat | Ställde inte upp med någon kandidat | Ställde inte upp med någon kandidat | Ställde inte upp med någon kandidat | Ställde inte upp med någon kandidat | Ställde inte upp med någon kandidat |
| 2000 | Heidi Hautala                       | 100 740                             | 3,3                                 | 5:e                                 |                                     |                                     |                                     | Nej                                 |
| 2006 | Heidi Hautala                       | 105 248                             | 3,5                                 | 4:e                                 | Nej                                 |                                     |                                     |                                     |
| 2012 | Pekka Haavisto                      | 574 275                             | 18,8                                | 2:a                                 | 1 077 425                           | 37,4                                | 2:a                                 | Nej                                 |
| 2018 | Pekka Haavisto                      | 370 823                             | 12,4                                | 2:a                                 |                                     |                                     |                                     | Nej                                 |
| 2024 | Pekka Haavisto                      | 836 357                             | 25,8                                | 2:a                                 | 1 476 548                           | 48,4                                | 2:a                                 | Nej                                 |